# فرانک آیرونز
فرانک آیرونز (انگلیسی: Frank Irons; ۲۳ مارس ۱۸۸۶ – ۱۹ ژوئن ۱۹۴۲) ورزشکار پرش طول اهل ایالات متحده آمریکا بود.